# Studio (appartement)

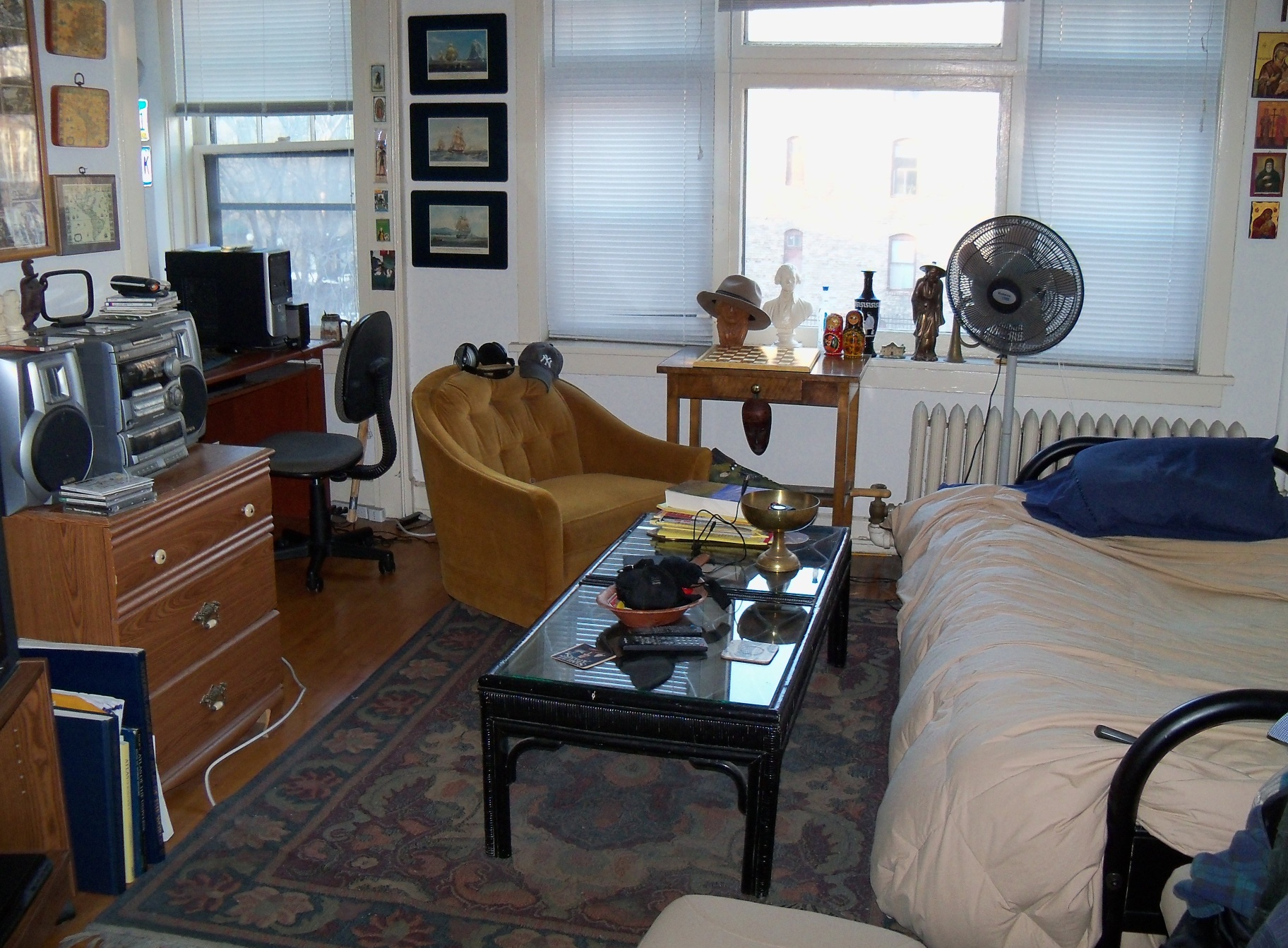
Een studio-appartement in Minneapolis, Verenigde Staten

Een studio of eenkamerappartement is een klein appartement bestaande uit één kamer, meestal bedoeld voor één persoon.
De ene kamer van het appartement doet dienst als woon- en slaapkamer. Meestal is er ook een keukenhoek en afzonderlijke toilet- en doucheruimte. Een dergelijke studio wordt vaak gebruikt als tweede woning, dicht bij de werkplek, als vrijetijdsappartement, of als goedkope tijdelijke woonplaats. In Nederland doet hij zijn opmars als tweede woning dicht bij het werk om files te vermijden. Ook worden studentenkamers steeds vaker met eigen keuken en badkamer opgeleverd. In Vlaanderen heeft de studio vooral succes bij de rijkere studenten als alternatief voor een studentenkamer, genaamd kot.